# Wilder Medina
Wilder Medina (* 21. Februar 1981 in Puerto Nare) ist ein ehemaliger kolumbianischer Fußballspieler.
Der Stürmer begann seine Karriere bei Deportivo Rionegro in der Categoría Primera B. 2004 ging er zu Atlético Huila in die Categoría Primera A, 2005 zum Envigado FC und 2006 zum Patriotas Boyacá. 2007 war er Torschützenkönig der Categoría Primera B und stieg als Meister mit Patriotas auf. Medina wechselte aber zu Deportes Tolima. 2010 wurde er Torschützenkönig der Finalización und Vize-Meister mit Tolima. Im September 2011 wurde seine Karriere unterbrochen, weil er wegen eines positiven Dopingtests für ein Jahr gesperrt wurde.
Während der Apertura 2013 spielte er dann für Santa Fe CD. Er wurde Torschützenkönig der Categoría Primera A und gewann mit Santa Fe die Vize-Meisterschaft. Im Sommer wechselte er zum Barcelona SC Guayaquil in die ecuadorianische Serie A, doch schon nach einem halben Jahr kehrte er zurück zu Santa Fe. Mit dem Klub gewann er die Kolumbianische Meisterschaft 2014-II und war Finalist der Copa Colombia 2014. 2015 wurde er an Real Cartagena ausgeliehen. Mitte 2015 wechselte er zu den Sport Boys Warnes, Mitte 2016 zu Fortaleza FC. Dort beendete er im Jahr 2017 seine Karriere.